# براروستينو
براروستينو هي بلدية في مدينة تورينو الحضرية، في منطقة بيمنتة الإيطالية، وتقع على بعد حوالي 40 كيلومتر (25 ميل) جنوب غرب تورينو ، عند التقاء واديي تشيسوني وبيليس .